# Вторая берберийская война
Вторая берберийская война (1815), также известная как Алжирская война — второй из двух конфликтов между Соединёнными Штатами Америки и североафриканскими государствами Варварского берега: Алжиром, Тунисом и Триполитанией. Результатом войны стал окончательный отказ платить откуп пиратским государствам.

## Предыстория
После победы в Первой берберийской войне (1801—1805) внимание Соединённых Штатов переключилось на ухудшающиеся отношения с Францией и Великобританией. После того, как дипломатия не смогла предотвратить конфликт, все силы США были брошены на начавшуюся войну, чем не преминули воспользоваться берберийские пираты. Как только военные корабли США исчезли из Средиземного моря, государства Варварского берега возобновили практику нападения на торговые линии и взимания выкупа за захваченные экипажи. Не имея возможности противопоставить что-либо пиратам, американское правительство тихо, без публичной огласки, вернулось к практике выплаты откупа.

## Объявление войны
Отсутствие какого бы то ни было противодействия со стороны американского флота стимулировало государства Варварского берега на новые провокации. В 1812 году дей Алжира Хаджи Али выдворил из страны американского консула и объявил Америке войну в связи с неуплатой положенных ежегодных выплат. Правда, никаких последствий это объявление не имело, так как в Средиземном море к тому моменту не оставалось ни одного американского корабля.
Про войну с Алжиром вспомнили уже после окончания Англо-американской войны 1812 года. 3 марта 1815 года конгресс США одобрил выдвижение к побережью Алжира 10 кораблей под командованием Стивена Декейтера и Уильяма Бэйнбриджа, ветеранов Первой берберийской войны. Эскадра Декейтера отбыла в направлении Средиземного моря 20 мая 1815 года. Бэйнбридж задержался с подготовкой экипажей и фактически не успел поучаствовать в войне.

## Ход войны
К 15 июня 1815 года Декейтер достиг Гибралтара, где узнал о том, что совсем недавно здесь проходили крупные алжирские суда. Декейтер незамедлительно ринулся в погоню. Через 2 дня его эскадра, насчитывавшая 9 судов, сумела догнать флагман алжирского флота — 64-х пушечный фрегат «Мешуда». Алжирцы отчаянно сопротивлялись, пытаясь прорваться в нейтральный порт, но против 9 современных кораблей ничего поделать не смогли. В итоге Декейтеру удалось захватить корабль и около 400 пленников. Чуть позже подобным образом был захвачен бриг «Эстидио».
К концу июня эскадра достигла Алжира. Декейтер без промедления вступил в переговоры с Умаром бен Мухаммедом. 3 июля дей Алжира Омар Ага капитулировал перед угрозами Декейтера и информацией о второй эскадре из Америки и заключил договор. США возвращали Алжиру корабли «Мешуда» и «Эстидио» и 486 пленных в обмен на пленных американцев и европейцев, а также предоставление американским кораблям свободного прохода. Кроме того, Алжир обязался выплатить 10 тыс. долларов в виде компенсации.
Но как только Декейтер отплыл в Тунис, чтобы заключить подобный договор с другими государствами Варварского берега, алжирский дей отказался от всех обязательств и порвал договор. Однако весной 1816 года к берегам Алжира пришел объединенный англо-голландский флот под руководством британского адмирала Эдуарда Пеллью. В марте 1816 года этот флот прибыл к североафриканскому берегу.
После длительных неудачных попыток заставить алжирского дея принять требований английской короны, переговоры закончились и заговорили пушки. 27 августа 1816 года флот союзников открыл военные действия. После девятичасовой бомбардировки столицы Алжира, в результате которой берберский флот фактически перестал быть боеспособным, дей был вынужден подписать новый договор и выполнить предъявленный ему ультиматум —  освободить рабов-христиан в своих владениях и никогда больше не захватывать их в рабство, признать независимость Ионических островов и навсегда отказаться от покровительства морским разбойникам.

## Последствия
Во время первого конфликта в Европе шла серия бесконечных войн, у США и европейских держав сил и времени на то, чтобы следить за Средиземным морем, уже не оставалось. Более того, Великобритания даже использовала берберских корсаров для снабжения Гибралтара — за определённую плату, конечно. Теперь же, когда войны в Европе закончились и все силы можно было использовать на разрешение различных колониальных вопросов, берберские пираты, конечно, не могли противостоять современным флотам, тем более объединённым. В результате Второй берберийской войны государства Варварского берега утратили основной источник дохода и скоро перестали играть серьёзную роль в Средиземноморье. Ситуация после этих событий изменилась кардинально, государства Северной Африки сами стали объектом экспансии европейских держав: в течение XIX века Алжир и Тунис стали колониями Франции (Алжир в 1830 году, Тунис в 1881 году), а Триполитания вернулась под непосредственный контроль Османской империи в 1835-м, перейдя позже под контроль Италии. Марокко разделили между собой Испания (Испанское Марокко) и Франция (Французское Марокко).